# NGC 5219
NGC 5219 este o galaxie activă situată în constelația Centaurul. A fost descoperită în 1 iunie 1834 de către John Herschel. Se află la o distanță de 27,16 de megaparseci de Pământ.